# Venusia nigricaria
Venusia nigricaria là một loài bướm đêm trong họ Geometridae.